# ورو (مریوان)
ورو یک روستا در ایران است که در بخش مرکزی شهرستان مریوان استان کردستان واقع شده‌است.

## جمعیت
این روستا در دهستان کوماسی قرار دارد و براساس سرشماری مرکز آمار ایران در سال ۱۳۸۵، جمعیت آن ۳۸ نفر (۱۱ خانوار) بوده‌است.